# Yohana Cobo
Yohana Cobo (Madrid, 12 de janeiro de 1985) é uma atriz espanhola.
Em 2006, ela recebeu o prêmio de Melhor Atriz no Festival de Cannes por seu trabalho em Volver.

## Filmes
- 2009 - Bullying
- 2006 - Arena en los bolsillos
- 2006 - Volver
- 2005 - Fin de curso
- 2004 - Seres queridos
- 2004 - El Séptimo día
- 2004 - Las Llaves de la independencia
- 2003 - La Vida mancha
- 2001 - Sin noticias de Dios
- 2000 - Aunque tú no lo sepas
- 1997 - Campeones